# Younes Ataba
Younes Ataba (né le 6 janvier 1976) est un footballeur marocain évoluant au poste de gardien de but au Raja de Casablanca.

## Palmarès
- Champion du Maroc en 2009 avec le Raja de Casablanca